# Alexander Stanhope
Alexander Stanhope (1638 – 20 settembre 1707) è stato un ambasciatore inglese.

## Biografia
Era l'unico figlio di Philip Stanhope, I conte di Chesterfield, e della sua seconda moglie, lady Anne Pakington.
Studiò a Exeter College di Oxford, laureandosi nel 1654.

## Carriera
Venne inviato come ambasciatore in Spagna (1689-1706) e inviato per gli Stati Generali.

## Matrimonio
Sposò Catherine Burghill, figlia di Arnold Burghill di Thingehill Parva. Ebbero due figli:
- James Stanhope, I conte Stanhope (1674 - 5 febbraio 1721), sposò il 24 febbraio 1713, Lucy Pitt, figlia di Thomas Pitt
- Mary Stanhope (1686 - 30 agosto 1762), sposò il 12 dicembre 1707, Charles Fane, I visconte di Fane